# Karl Radermacher
Karl Radermacher (Aquisgrana, 14 dicembre 1922 – Aquisgrana, 9 ottobre 2016) è stato un militare tedesco, della Wehrmacht decorato con la Croce di Cavaliere della Croce di Ferro, la Croce di Ferro di prima classe, la Medaglia d'oro dell'Ordine militare della Croce Tedesca e il distintivo Distintivo per combattimenti ravvicinati in oro nel corso della seconda guerra mondiale.

## Biografia
Nacque ad Aquisgrana il 12 dicembre 1922, figlio di un commerciante di gelati. Dopo aver lavorato come apprendista elettricista e meccanico, e un’appartenenza alla Gioventù hitleriana, fu arruolato nella Wehrmacht nel corso nel marzo 1942. dopo aver completato l’addestramento basico fu trasferito sul fronte orientale, assegnato al 6./Grenadier-Regiment 45 in forza alla 21. Infanterie-Division che a quell’epoca partecipava all’Assedio di Leningrado. Si distinse subito tanto da venire promosso comandante di plotone nel mese di ottobre, e decorato con la Croce di Ferro di seconda classe e con l'Infanterie-Sturmabzeichen in Silber. Rimasto ferito, dopo una breve degenza ospedaliera ritornò al fronte di Leningrado presso la 6ª Compagnia. Durante la prima ritirata fu utilizzato come portaordini del battaglione, trasmettendo messaggi importanti ai comandanti di plotone e di compagnia anche nell’infuriare dei combattimenti, tanto che fu decorato con la Croce di Ferro di prima classe il 14 febbraio 1944.
All'inizio della primavera del 1944 il suo reggimento si trovava trincerato, aspettando da un momento all'altro lo scatenarsi dell’offensiva nemica.  Le linee tedesche erano sottoposte dai sovietici a costanti ricognizioni con finti attacchi, seguiti da brevi combattimenti atti a saggiare la resistenza delle truppe al fine di trovare un punto debole nelle loro linee. In una di queste ricognizioni i sovietici riuscirono ad infiltrarsi nelle linee tedesche sul fianco del II Battaglione, ingaggiando un violento combattimento corpo a corpo. Radermacher fu posto in posizione centrale alla testa del suo gruppo, riuscendo a resistere e costringendo le truppe nemiche a ritirarsi con gravi perdite.  Mentre i soldati sovietici stavano indietreggiando egli si lanciò alla testa dei suoi uomini al contrattacco, causando ulteriori perdite tra gli attaccanti.  Per questo fatto il 4 maggio 1944, quando ricopriva il grado di Gefreiter e Granatwerfertruppfuhrer nel 6./Grenadier-Regiment 45 fu insignito della Croce di Cavaliere della Croce di Ferro e in seguito promosso a Feldwebel. 
Come comandante del 2º Plotone della 6ª Compagnia partecipò ai combattimenti nei Paesi Baltici e alla prima battaglia di Curlandia. Qui ricevette la notizia di essere stato insignito della Nahkampfspange in gold e, in quanto esperto in missioni di ricognizione e combattimento, di essere stato assegnato come Allievo ufficiale alla Scuola di Potsdam.  La decorazione gli fu consegnata personalmente dal Reichsführer Heinrich Himmler nella città di Ulm il 12 dicembre 1944, insieme ad altri 82 soldati della Wehrmacht e delle Waffen-SS. Promosso tenente fu insignito della Medaglia d'oro dell'Ordine militare della Croce Tedesca, e all'inizio del 1945 quando prestava servizio in un gruppo di battaglia vicino a Francoforte sull'Oder, rimase ferito nuovamente. Dopo la fine del conflitto ritornò alla vita civile, lavorando dapprima come libero professionista e poi bancario, ed andando in pensione nel 1987. Si spense ad Aquisgrana il 9 ottobre 2016.